# Brulage
Brulage ou velaterapia é uma técnica de tratamento capilar utilizada desde os anos 80, que consiste no uso de uma chama de vela sobre os cabelos danificados para eliminar as pontas duplas.
A técnica, contudo, é considerada ineficaz e perigosa, que resseca profundamente os cabelos. Segundo os críticos da técnica, se o cabelo saudável estiver seco, ele fica enfraquecido e as pontas duplas voltam rapidamente.